# Gnassingbé Eyadéma
Gnassingbé Eyadéma (26. prosince 1935, Pya, Francouzské Togo, dnešní Togo — 5. února 2005) byl třetím prezidentem Toga.
Muž, který 38 let zastával úřad tožského prezidenta, se narodil jako Étienne Eyadéma (křestní jména) Gnassingbé (rodové jméno) v rolnické protestantské rodině kmene Kabiyé na severu francouzské části bývalé německé kolonie Togoland. Již v mládí vynikal v tradičním domorodém způsobu boje a v 18 letech vstoupil do francouzské cizinecké legie. Jako veterán koloniálních válek v Indočíně a Alžírsku se roku 1962 vrátil zpět do Toga se skupinou vojáků, kteří chtěli získat postavení v nově formované tožské armádě. Protifrancouzské postoje prezidenta Sylvana Olympia tomu bránily.
Seržant Étienne Gnassingbé se postavil do čela státního převratu a osobně se podílel na smrti prezidenta Olympia. Civilní hlavou státu se stal Nicolas Grunitzky. Gnassingbé se roku 1965 stal náčelníkem generálního štábu a přesně 4 roky po prvním převratu svrhl v dalším puči Grunizkého. 15. ledna 1967 se formálně stal třetím tožským prezidentem, předsedou vlády a ministrem obrany. Roku 1969 zakládá Rassemblement du peuple togolais (RPT, Shromáždění tožského lidu), jedinou povolenou politickou stranu v zemi. V roce 1972 byl ve volbách bez protivníka potvrzen ve své funkci (a stejně tak v letech 1979 a 1986). K poafričtění svého jména na Gnassingbé Eyadéma sáhl v roce 1974.
V září 1986 došlo k pokusu o převrat a Eyadémovi se dostalo francouzské vojenské pomoci. Po krvavě potlačované vlně nepokojů a stávek a po nátlaku Françoise Mitterranda byl Eyadéma v demokratizační vlně počátku 90. let nucen přistoupit na vícestranický systém. Svolaná národní konference se pokusila Eyadému sesadit z jeho funkcí, avšak ten si své pozice za pomoci armádního násilí udržel.
Nová ústava dovolovala Eyadémovi pouze dvě další pětiletá funkční období. Ve zdánlivě demokratických avšak zmanipulovaných volbách v letech 1993 a 1998 své postavení udržel, přestože jej opozice obviňovala z politického násilí a v roce 1998 vyhlásila za vítěze kandidáta organizace Union des forces de changement (Unie sil změny) Gilchrista Olympia, syna prvního tožského prezidenta a dlouholetého vůdce opozice. Po opozičním bojkotu parlamentních voleb v roce 1999 téměř zcela ovládla zákonodárný sbor Eyadémova RPT a v roce 2002 tak mohlo dojít k zrušení omezení počtu funkčních období. Ve volbách následujícího roku tak byl Eyadéma znovu zvolen, poté co kandidatura Olympia nebyla připuštěna.
Přestože Eyadéma neváhal použít násilí proti svým politickým protivníkům, těšil se na sklonku své dlouhé vlády jako doyen mezi hlavami afrických států značné úctě ze strany ostatních afrických představitelů.
Zemřel po 38 letech ve funkci tožského prezidenta na palubě svého vládního letounu, který jej po prodělaném srdečním infarktu převážel na léčení do Francie. Po Eyadémově smrti armáda prohlásila za hlavu státu jeho syna Faurea Gnassinbéa.

## Vyznamenání
- Bavorský řád za zásluhy – Bavorsko[1]